# Il terrore negli occhi del gatto
Il terrore negli occhi del gatto (Eye of the Cat) è un film del 1969 diretto dal regista David Lowell Rich. La sceneggiatura del film è curata da Joseph Stefano già autore di Psyco per Alfred Hitchcock. Per il ruolo della protagonista, assegnato a Gayle Hunnicut, era stata prevista inizialmente Tippi Hedren.

## Trama
Stati Uniti. Wylie, un giovane sfaccendato senza quattrini, insieme alla sua compagna Kassia, decide di fare visita a sua Zia Danny che non vede più da molto tempo. La ricca parente, una donna di mezza età gravemente malata, vive quasi perennemente sotto una tenda ad ossigeno e su una sedia a rotelle. L'intento dei due ragazzi, vista la profonda simpatia che la zia nutre per il giovane, è quello di far nominare Wylie erede universale dell'intero patrimonio e di eliminare in seguito la ricca signora.